# Dugopoljska zaravan
Dugopoljska zaravan je krška zaravan. 

## Zemljopis
Nalazi se u splitsko-solinsko-kaštelanskom zaleđu. Prirodne granice su:
- s juga planina Mosor
- sa sjevera brda Orgus i Osoje
- sa zapada Kočinje brdo
- s istoka Mali Mosor

Po osobinama ju se dijeli na četiri cjeline. Na zapadu je predjel Podi koji je kamenit te tri krška polja: na jugu Dugopolje po kojem se zove, na sjeveru Vučipolje te na sjeveroistoku Prapatnjik.

## Povijest
Na Dugopoljskoj zaravni nalazi se arheološko nalazište Banjače.

## Promet
Prometno je dobro povezana i s priobaljem i unutrašnjošću. Ka Splitskom polju i obali se stiže preko prijevoja Klisa između Mosora i Kozjaka. Ka unutrašnjosti se ide preko prijevoja između brda Orgusa i Osoja.